# Buckton Vale
Buckton Vale – osada w Anglii, w hrabstwie Wielki Manchester, w dystrykcie metropolitalnym Tameside. Leży 4,7 km od miasta Ashton-under-Lyne, 14,7 km od miasta Manchester i 257,2 km od Londynu. W 2001 miejscowość liczyła 3631 mieszkańców.